# Heterogomphus bispinosus
Heterogomphus bispinosus är en skalbaggsart som beskrevs av Hermann Burmeister 1847. Heterogomphus bispinosus ingår i släktet Heterogomphus och familjen Dynastidae. Inga underarter finns listade i Catalogue of Life.